# Hydropsyche volitans
Hydropsyche volitans là một loài Trichoptera trong họ Hydropsychidae. Chúng phân bố ở miền Cổ bắc.